# Mankovice (przystanek kolejowy)
Mankovice – przystanek kolejowy w Mankovicach, w kraju morawsko-śląskim, w Czechach. Znajduje się na wysokości 275 m n.p.m.
Jest zarządzany przez Správę železnic. Na przystanku nie ma możliwości zakupu biletów, a obsługa podróżnych odbywa się w pociągu.

## Linie kolejowe
- 276 Suchdol nad Odrou - Budišov nad Budišovkou